# José Tapia Díaz
José Lizardo Tapia Díaz (Colasay, 20 de mayo de 1974) es un político peruano. Es el actual alcalde de Jaén cargo que asumió en enero de 2023 y es miembro del Somos Perú.

## Biografía
Nació, el 20 de mayo de 1974 es Colasay.

## Estudios Técnicos y Universitarios
Estudio en un Instituto de la ciudad de Jaén. Posteriormente estudio en la UNMSM.

## Carrera política
Estuvo afilado al Partido Nacionalista desde  noviembre de 2014 a mayo de 2015.
Para las elecciones municipales del 2014, postulo por primera vez a la alcaldía de Jaén, por el Movimiento Regional Fuerza Social; al término de las elecciones no resultó elegido.
En las elecciones parlamentarias de 2020, postulo al Congreso de la República, con el n° 6 por Cajamarca y por Juntos por el Perú, pero no resultó elegido.
En las Elecciones parlamentarias de Perú de 2021, postuló nuevamente como al cargo   por Cajamarca postulo al Congreso de la República, con el n° 3 por Cajamarca y por Juntos por el Perú, pero no resultó elegido.

### Alcalde de Jaén
Para las elecciones municipales del 2022, anunció su candidatura nuevamente a la alcaldía de Jaén, esta vez por Somos Perú. Donde logró tener éxito, iniciando su gestión el 1 de enero del 2023.